# Manuel Casals
Manuel Casals Rey (c. La Coruña, 1898) fue un futbolista, entrenador y abogado español.

## Primeros años
En 1912, Casals se trasladó desde Galicia a Madrid para realizar sus estudios en la entonces denominada Universidad Central, egresando como abogado seis años más tarde.

## Carrera

### Como futbolista
Casals inició su carrera en el fútbol base de Real Club Deportivo de La Coruña, pasando posteriormente al Madrid Foot-ball Club. Luego emigró a México, para conformar parte del plantel del Real Club España, donde jugó tres temporadas, compartiendo filas con jugadores como Lázaro Ibarreche, Jaime Arechederra y Manuel Lecanda. Con el España obtuvo los tres títulos de la Liga Amateur de Veracruz en las temporadas 1914-15, 1915-16 y 1916-17. Luego fichó por el Club España de Veracruz, donde jugó una temporada y obtuvo el título de la Liga del Sur en la temporada 1917-18. Sin embargo, una fractura de tobillo derecho finalizó prematuramente su carrera.

### Como entrenador
Tras su lesión, retornó a España, para continuar su carrera como entrenador de fútbol. Dirigió en el fútbol base del Deportivo de La Coruña, Betis, Sevilla y Racing de Santander.
En Chile dirigió a la Unión Española por aproximadamente tres años, al Badminton durante una temporada y al Magallanes.
En 1940, la directiva de Unión Española contrató a Casals, con el objetivo de formar un nuevo plantel, tras el receso deportivo que se tomó el club en la temporada 1939, que terminó con la partida de trece de sus futbolistas. Casals conformó un plantel sin refuerzos extranjeros, basado en los jugadores de las divisiones inferiores, que se encontraban a cargo del dirigente Andrés García y de Félix Cantín.
El primer campeonato de los pollos (apelativo referido a la juventud del plantel) fue desastroso, pues se ubicaron en la 10.ª posición (correspondiente al último lugar de la tabla de posiciones). Los juveniles sólo lograron tres victorias, cuatro empates y once derrotas.
Pese al fracaso, los dirigentes siguieron confiando en el proyecto juvenil. Así, en la temporada 1941, el club se ubicó en la medianía de la tabla de posiciones (5.º lugar), con siete triunfos, cinco empates y cinco derrotas.
En la temporada 1942, Unión Española sólo logró siete triunfos, un empate y diez derrotas, lo que significó ubicarse en el 7.º lugar de la tabla de posiciones.

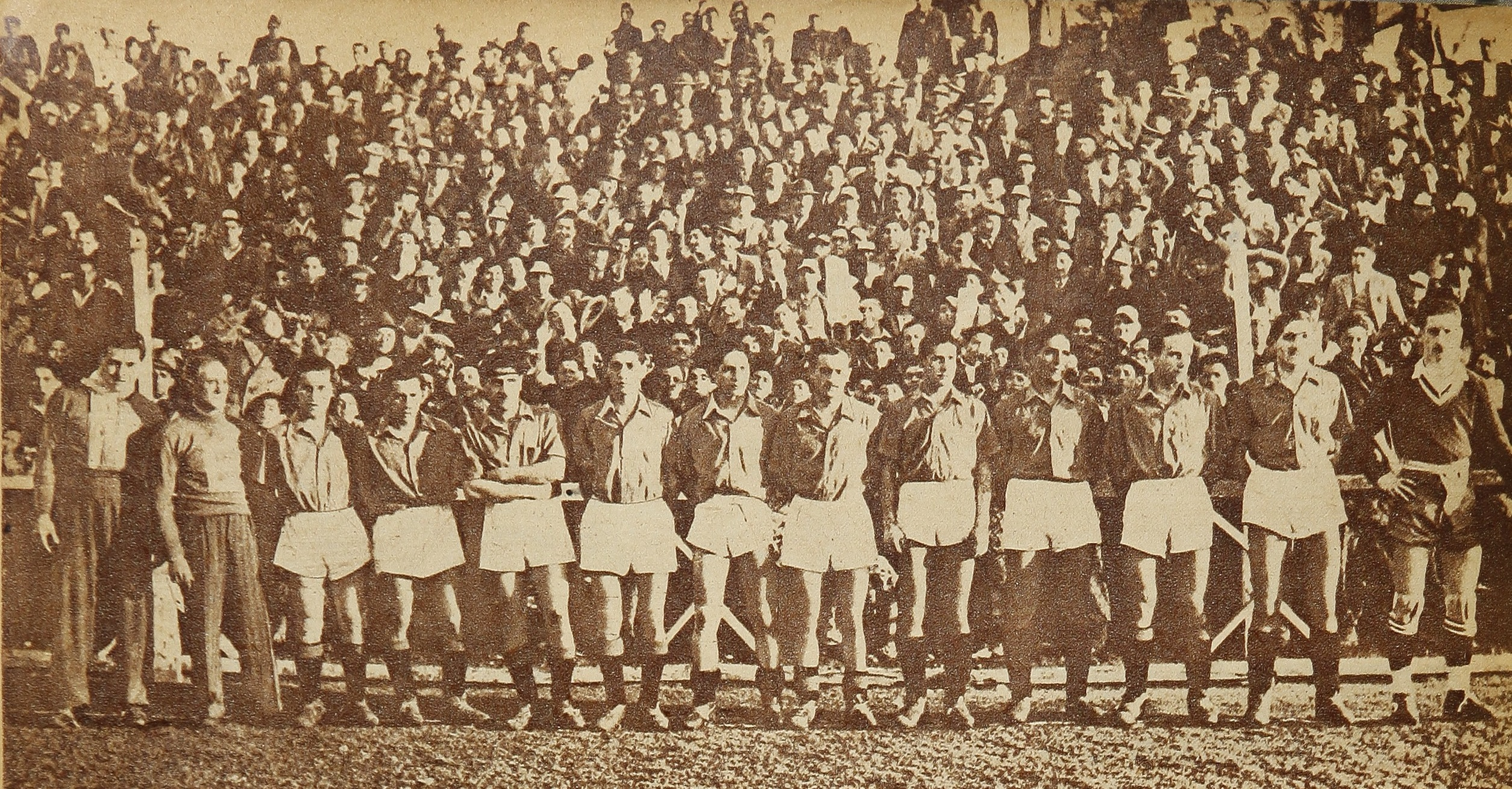
Plantel de Unión Española –formado inicialmente por Casals– campeón de Primera División en 1943.

Manuel Casals abandonó la dirección del equipo para la temporada 1943. En su reemplazo asumió el entrenador chileno Atanasio Pardo, exdefensa del club en los años 1920. Pardo mantuvo el plantel juvenil dirigido por Casals, incorporando dos experimentados futbolistas –Segundo Flores (quien retornó de su retiro futbolístico) y Luis Ponce– que permitieron la obtención del primer título profesional del club en 1943.
En 1944 dejó Chile, para digirir al Unión Deportiva Moctezuma de Orizaba en México.
Dirigió al Puebla durante la temporada 1951-52.